# Friedrich Paulsen (Architekt)
Friedrich Paulsen (* 10. Mai 1874 in Wedel, Provinz Schleswig-Holstein; † 4. Februar 1947 in Berlin) war ein deutscher Architekt, Verbandsfunktionär des Bundes Deutscher Architekten (BDA), Chefredakteur der Zeitschrift Bauwelt und Herausgeber der Zeitschrift Monatshefte für Baukunst und Städtebau sowie deren Beilage Städtebau.

## Leben
Paulsen studierte von 1892 bis 1895 an der Baugewerkschule Eckernförde. Als Architekt arbeitete er zeitweise im Büro von Martin Dülfer in München. In Stuttgart gehörte er zum Freundeskreis von Theodor Fischer und errang mit Paul Bonatz einige Wettbewerbserfolge. Von 1910 bis 1914 war Paulsen als Geschäftsführer beim BDA tätig. 1914 trat er in die Redaktion der Architekturzeitschrift Bauwelt ein. Er zählte zu deren wichtigen Autoren und fungierte von spätestens Januar 1925 bis April 1945 als „Hauptschriftleiter“. In der Nachfolge von Werner Hegemann, der kurz nach der Machtergreifung 1933 emigrierte, wurde Paulsen auch Herausgeber der Monatshefte für Baukunst und Städtebau, die der Bauwelt-Verlag bereits 1932 übernommen hatte. Als Mitglied des BDA wurde Paulsen in der Zeit des Nationalsozialismus per Gesetz Mitglied der Reichskammer der bildenden Künste.
Paulsens Beiträge in der Bauwelt waren oft von einem emphatisch vorgetragenen, völkisch gefärbten Grundton getragen. Beispielsweise bezeichnete er in einem frühen Aufsatz aus dem Jahr 1916 – einem Topos von Giorgio Vasari und Johann Wolfgang von Goethe folgend – die Gotik als „die den Germanen eigenste Kunst“. In seinem Wirken unterstützte er gleichwohl rational-technokratische, modernistische Tendenzen. So kritisierte er 1914 den Historismus der Architektur im Deutschen Kaiserreich vor allem unter Kostengesichtspunkten. 1917 engagierte er sich zusammen mit Peter Behrens, Hermann Muthesius, Gerhard Jobst und anderen für die „Hochbaunormung Brandenburg“, einen der Vorläufer des Deutschen Normenausschusses für den Bereich Hochbau. Als Redakteur der Bauwelt gab er dem Neuen Bauen Raum in der Berichterstattung und verschaffte dem Ring, einer Vereinigung von progressiven Architekten wie Hugo Häring, Walter Gropius, Hans Poelzig und die Brüder Bruno und Max Taut, ein Podium. Mit dem Protagonisten des konservativen Bauens und der Heimatschutzarchitektur, Paul Schultze-Naumburg, verband ihn dagegen eine in mehreren Artikeln der Bauwelt der 1920er und frühen 1930er Jahre anklingende innige Feindschaft. Aufgrund von Erfahrungen mit der Bauwirtschaft in den Vereinigten Staaten, die er auf einer Amerikareise 1925 gewonnen hatte, sowie durch seine Tätigkeit im 15-köpfigen Sachverständigenbeirat der Reichsforschungsgesellschaft für Wirtschaftlichkeit im Bau- und Wohnungswesen (1927–1931) beschäftigte er sich intensiv mit Fragen der Rationalisierung im Bauwesen und verfolgte mit Walter Gropius, Carl Christoph Lörcher und anderen 1929 das Projekt einer durchrationalisierten Zeilenbau-Großsiedlung für 20.000 Menschen in Ludwigsfelde, das allerdings in der Weltwirtschaftskrise mangels Finanzierung und Nachfrage scheiterte.
In der Zeit des Nationalsozialismus, in deren Anfang der Bauwelt-Verlag des „jüdischen“ Ullstein Verlags im Juni 1934 durch Zwangsverkauf in eine NSDAP-Auffanggesellschaft enteignet worden war, führte Paulsen seine Zeitschriften in die Gleichschaltung, bezeichnete die Neue Sachlichkeit als „Parallelerscheinung des Marxismus“, tat sich als Propagandist des Rassismus sowie als überzeugter Anhänger des Führerprinzips hervor und entwickelte sich zunehmend zum regimekonformen Exegeten der nationalsozialistischen Bau- und Raumpolitik. Mit Blick auf den Generalplan Ost erwartete Paulsen im April 1942 durch bevorstehende Ostsiedlung eine künftige Schrumpfung der Städte im Altreich, bilanzierte deren voraussichtliche Auswirkungen und formulierte darauf aufbauend städtebauliche Aufgaben der Zukunft. Angesichts der Bombenzerstörungen deutscher Städte im Zweiten Weltkrieg sprach er sich im Februar 1944 in der Bauwelt für alsbaldige Vorarbeiten zu einer weitsichtigen Stadtentwicklungs- und Raumordnungsplanung aus. Ideen eines rekonstruierenden Wiederaufbaus begriff er als „Kulturmüdigkeit“.
In der Sowjetischen Besatzungszone wurden Paulsens Bauwelt-Aufsätze über Bauen im neuen Reich (1933) von der Deutschen Zentralverwaltung für Volksbildung 1948 auf die Liste der auszusondernden Literatur gesetzt.

## Schriften (Auswahl)
- Wilhelm Brurein. In: Berliner Architekturwelt. Nr. 11, Februar 1912, S. 421–459 (zlb.de).
- Die Baukunst und die religiöse Kultur der Chinesen. In: Neudeutsche Bauzeitung, 8. Jahrgang 1912, Nr. 21, S. 307–309.
- Was die Stilarchitektur kostet. In: Bauwelt, 5. Jahrgang 1914, Heft 42, S. 16.
- Wir Heutigen und die Gotik. In: Berliner Architekturwelt. Nr. 1, April 1916, S. 2–4 (zlb.de).
- Grundsätzliches zum Wiederaufbau Ostpreußens. In: Bauwelt, 7. Jahrgang 1916, Heft 4, S. 14 f.
- Ernst Spindler. Verlag „Der Zirkel“, Berlin 1917 (= Zirkel-Monographien).
- Der Dom zu Berlin. In: Bauwelt, 9. Jahrgang, 1918, Heft 29, S. 8–10.
- Normen für den Hausbau. In: Hans Mackowsky (Hrsg.): Der Profanbau. Zeitschrift für Architektur und Bauwesen. Arnd, Leipzig 1919, Teil 1.
- Der notwendige neue Baustil. In: Bruno Taut (Hrsg.): Frühlicht, 1. Jahrgang 1921, Heft 1, S. 22–25.
- Bauten vom Wiederaufbau Ostpreußens. Architekt B.D.A. Hans J. Philipp. Berlin 1922.
- Stellt unsere Zeit noch städtebauliche Aufgaben? In: Der Städtebau, 17. Jahrgang 1922, Heft 7/8, S. 79 f.
- Ideenwettbewerb Hochhaus Bahnhof Friedrichstraße. In: Cornelius Gurlitt, Bruno Möhring (Hrsg.): Stadtbaukunst alter und neuer Zeit. Verlag „Der Zirkel“, Berlin 1922.
- Kleinhaus- oder Großhauswirtschaft. Eine Flugschrift. (hrsg. vom Deutscher Bund Heimatschutz, Deutsche Gartenstadtgesellschaft, Deutscher Verein für Wohnungsreform) Berlin 1922.
- Das Haus Wasmuth, Markgrafenstraße. In: Bauwelt, 13. Jahrgang, 1922, S. 328.
- Baubriefe von einer Amerikareise. In: Bauwelt, 16. Jahrgang 1925. (Serie von Berichten in mehreren Heften des Jahrgangs)
- Vom Fels bis zum 20. Stock, New York. In: Bauwelt, 16. Jahrgang, 1925, S. 206–210.
- Der farbige Reiz der Klinker. In: Bauwelt, 17. Jahrgang, 1926, Heft 34 (unpaginiert).
- Die neue Reichskanzlei in Berlin. In: Bauwelt, 18. Jahrgang 1927, S. 633.
- Der Genfer Wettbewerb. In: Bauwelt, 18. Jahrgang, 1927, S. 715–722.
- In eigener Sache. In: Bauwelt, 19. Jahrgang, 1928, S. 675 f.
- Kupfer, Messing, Bronze in Geschäftshäusern. Deutsches Kupfer-Institut, Berlin-Halensee 1928.
- Die wirtschaftlichen Grundlagen der Rationalisierung im Bauwesen. In: Schweizerische Bauzeitung, Halbbände 91/92 (Jahrgang 1928), S. 244 ff.; Teil I. (PDF; 4,3 MB) – Teil II. (PDF; 1,8 MB).
- Das steinerne Berlin. In: Bauwelt, 21. Jahrgang, 1930, S. 901 f.
- Die neue Reichskanzlei. In: Bauwelt, 22. Jahrgang, 1931, S. 186 f.
- Landwirtschaftliche Bauten und Stadtrandsiedlungen mit Pappbedachung. Berlin o. J. (um 1932).
- Die Weite als Wohnluxus. Haus K. in O. Architekt Prof. Martin Elsaesser Frankfurt a. Main. In: Die Dame, 60. Jahrgang, 1933, Heft 9 (zweites Januarheft), S. 12–16, S. 41 f.
- Umschwung. In: Bauwelt, 24. Jahrgang, 1933, S. 349 f.
- Sachlichkeit im modernen Wohnungsbau: Schmitthenners Berliner Vortrag: In: Bauwelt, 24. Jahrgang, 1933, S. 397 f.
- Forderungen des BDA. In: Bauwelt, 24. Jahrgang, 1933, S. 425 ff.
- Der Bundestag des BDA. In: Bauwelt, 24. Jahrgang, 1933, S. 1059 ff.
- Die Kulturkammer. In: Bauwelt, 24. Jahrgang, 1933, S. 1269 f.
- Bauen im neuen Reich. (4 Aufsätze) In: Bauwelt, 24. Jahrgang, 1933, Nr. 43–46.
- Häuser der Arbeit. Das Ergebnis des Wettbewerbs der Deutschen Arbeitsfront. In: Bauwelt, 25. Jahrgang, 1934, S. 1.
- Das Haus der Arbeit. In: Bauwelt, 25. Jahrgang, 1934, S. 700.
- Urteile über Bauten. In: Monatshefte für Baukunst und Städtebau, Jahrgang 1934, Heft 18, S. 391 f., S. 443 f.
- 25 Jahre Bauwelt. In: Bauwelt, 26. Jahrgang, 1935, S. 535–539.
- Die Entwürfe zum Schlageterforum in Düsseldorf. In: Städtebau, Zeitschrift der Deutschen Akademie für Städtebau, Reichs- und Landesplanung, 1935, S. 8 ff.
- Das Luftfahrtministerium als Werk der Baukunst. In: Bauwelt, 28. Jahrgang, 1937, Heft 8, S. 11–17.
- Schaffendes Volk. Erster Eindruck von der Düsseldorfer Ausstellung. In: Bauwelt, 28. Jahrgang, 1937, S. 420–422.
- Das Botschafterhaus in Ankara. In: Monatshefte für Baukunst und Städtebau, 1937, Heft 21, S. 425–432.
- Entartete Kunst. Entartete Baukunst. In: Bauwelt, 29. Jahrgang, 1938, S. 376.
- Einhard: der Architekt Karls des Großen: In: Monatshefte für Baukunst und Städtebau. 1940, Heft 3.
- Die städtebaulichen Aufgaben aus der Schrumpfung. In: Monatshefte für Baukunst und Städtebau, 1942, Heft 26, S. 78–81.
- Meine 30jährige Arbeit an der Bauwelt. In: Bauwelt, 35. Jahrgang, 1944, S. 85–87.